# 2462 Nehalennia
2462 Nehalennia este un asteroid din centura principală, descoperit pe 24 septembrie 1960 de PLS.